# Fener

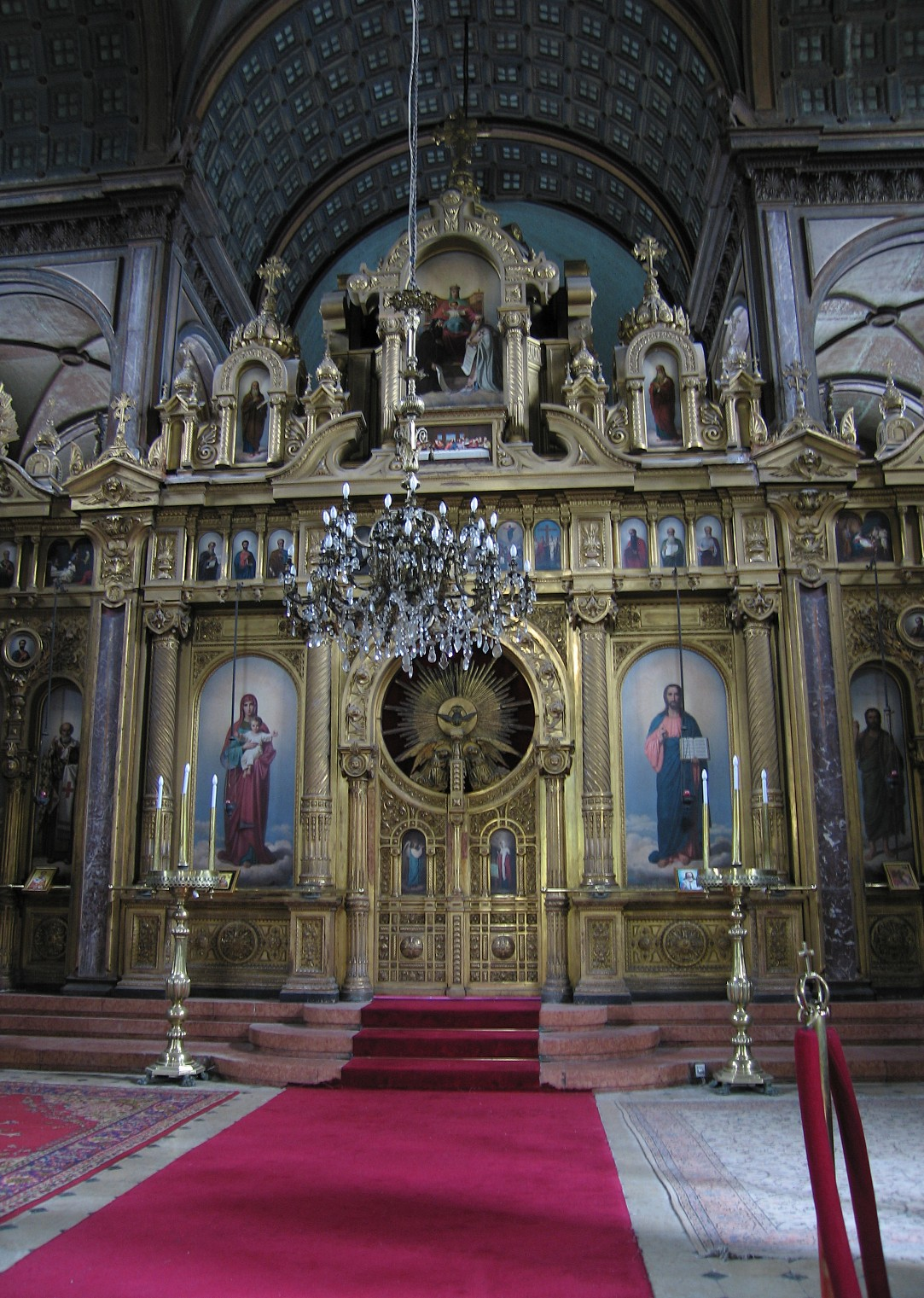
Inneres der bulgarisch-orthodoxen Kirche des Hl. Stephan, Fener, Istanbul

Fener (auch Phanar oder Fanar, griechisch: Φανάριον / Phanarion, Φανάρι / Phanari) ist ein Stadtviertel im Stadtteil Fatih der türkischen Stadt Istanbul.
Nach der Eroberung Konstantinopels durch die Osmanen im Jahr 1453 zog die Oberschicht der griechischen Bevölkerung in das Viertel Fener. Da auch der Ökumenische Patriarch von Konstantinopel in diesen Stadtbezirk zog, wird auch die Leitung des Patriarchats als Phanar bezeichnet.
Um 1600 erhob der damalige Patriarch Matthäus II. von Konstantinopel die damals zu einer Klosteranlage gehörende Georgskirche zur Kathedrale des Ökumenischen Patriarchates. Im Stadtviertel befinden sich auch die bulgarisch-orthodoxe Kirche St. Stephan, welche die Hauptkirche des Bulgarischen Exarchats war sowie das griechische Fener-Kolleg, in dem nicht nur der Nachwuchs der griechischen und bulgarischen Phanarioten ausgebildet wurde.
In den letzten Jahrzehnten ist Fener vor allem zum Wohngebiet von Einwanderern aus Anatolien geworden und daher auch ein Zentrum des sunnitischen Islam.

## Phanarioten
Unter der Bezeichnung Phanarioten versteht man – insbesondere in den Ländern des ehemaligen Osmanischen Reichs auf dem Balkan – einen kleinen Kreis wohlhabender und politisch einflussreicher christlicher Adelsfamilien, die im Osmanischen Reich des 17./18. Jahrhunderts die Oberschicht in Phanar bildeten.
Zwischen 1711 und 1821 wurden Phanarioten durch den Sultan zu Gospodaren der Walachei und Moldawiens ernannt, übernahmen wichtige Posten in Armee und Regierung und wurden zum Teil in europäischen Ländern als Botschafter tätig. Einige Phanarioten hatten in den 1820er Jahren Anteil an den griechischen Freiheitskämpfen.